# Enhörningen, Lappland
Enhörningen är en sjö i Lycksele kommun i Lappland och ingår i Öreälvens huvudavrinningsområde. Sjön har en area på 0,102 kvadratkilometer och ligger 261,1 meter över havet. Sjön avvattnas av vattendraget Kvarnbäcken.

## Delavrinningsområde
Enhörningen ingår i det delavrinningsområde (712033-165739) som SMHI kallar för Utloppet av Stor-Sandsjön. Medelhöjden är 271 meter över havet och ytan är 29,36 kvadratkilometer. Det finns inga avrinningsområden uppströms utan avrinningsområdet är högsta punkten. Kvarnbäcken som avvattnar avrinningsområdet har biflödesordning 2, vilket innebär att vattnet flödar genom totalt 2 vattendrag innan det når havet efter 122 kilometer. Avrinningsområdet består mestadels av skog (63 procent). Avrinningsområdet har 9,44 kvadratkilometer vattenytor vilket ger det en sjöprocent på 32,1 procent.